# Hauteville-sur-Mer
Hauteville-sur-Mer és un municipi francès situat al departament de la Manche i a la regió de Normandia. L'any 2007 tenia 633 habitants.

## Demografia

### Població
El 2007 la població de fet d'Hauteville-sur-Mer era de 633 persones. Hi havia 297 famílies de les quals 96 eren unipersonals (32 homes vivint sols i 64 dones vivint soles), 125 parelles sense fills, 64 parelles amb fills i 12 famílies monoparentals amb fills.
La població ha evolucionat segons el següent gràfic:
Habitants censats

### Habitatges
El 2007 hi havia 1.140 habitatges, 298 eren l'habitatge principal de la família, 829 eren segones residències i 13 estaven desocupats. 903 eren cases i 129 eren apartaments. Dels 298 habitatges principals, 206 estaven ocupats pels seus propietaris, 77 estaven llogats i ocupats pels llogaters i 14 estaven cedits a títol gratuït; 1 tenia una cambra, 14 en tenien dues, 50 en tenien tres, 79 en tenien quatre i 153 en tenien cinc o més. 225 habitatges disposaven pel capbaix d'una plaça de pàrquing. A 162 habitatges hi havia un automòbil i a 110 n'hi havia dos o més.

### Piràmide de població
La piràmide de població per edats i sexe el 2009 era:
| Homes | Edats   | Dones |
| ----- | ------- | ----- |
| 0     | 95 o +  | 0     |
| 0     | 90 a 94 | 4     |
| 8     | 85 a 89 | 12    |
| 4     | 80 a 84 | 4     |
| 24    | 75 a 79 | 32    |
| 12    | 70 a 74 | 36    |
| 20    | 65 a 69 | 20    |
| 32    | 60 a 64 | 32    |
| 20    | 55 a 59 | 16    |
| 16    | 50 a 54 | 4     |
| 20    | 45 a 49 | 12    |
| 20    | 40 a 44 | 32    |
| 20    | 35 a 39 | 16    |
| 24    | 30 a 34 | 28    |
| 8     | 25 a 29 | 4     |
| 24    | 20 a 24 | 8     |
| 12    | 15 a 19 | 20    |
| 20    | 10 a 14 | 4     |
| 12    | 5 a 9   | 8     |
| 0     | 0 a 4   | 24    |

## Economia
El 2007 la població en edat de treballar era de 359 persones, 262 eren actives i 97 eren inactives. De les 262 persones actives 239 estaven ocupades (121 homes i 118 dones) i 23 estaven aturades (12 homes i 11 dones). De les 97 persones inactives 53 estaven jubilades, 25 estaven estudiant i 19 estaven classificades com a «altres inactius».

### Ingressos
El 2009 a Hauteville-sur-Mer hi havia 350 unitats fiscals que integraven 712 persones, la mediana anual d'ingressos fiscals per persona era de 18.879,5 €.

### Activitats econòmiques
Dels 43 establiments que hi havia el 2007, 1 era d'una empresa extractiva, 3 d'empreses alimentàries, 5 d'empreses de construcció, 11 d'empreses de comerç i reparació d'automòbils, 1 d'una empresa de transport, 6 d'empreses d'hostatgeria i restauració, 1 d'una empresa financera, 5 d'empreses immobiliàries, 4 d'empreses de serveis, 2 d'entitats de l'administració pública i 4 d'empreses classificades com a «altres activitats de serveis».
Dels 12 establiments de servei als particulars que hi havia el 2009, 1 era una oficina de correu, 1 paleta, 2 lampisteries, 1 electricista, 1 perruqueria, 4 restaurants, 1 agència immobiliària i 1 tintoreria.
Dels 6 establiments comercials que hi havia el 2009, 1 era una botiga de més de 120 m², 1 una botiga de menys de 120 m², 1 una fleca, 2 peixateries i 1 una botiga de material de revestiment de parets i terra.
L'any 2000 a Hauteville-sur-Mer hi havia 23 explotacions agrícoles que ocupaven un total de 264 hectàrees.

## Equipaments sanitaris i escolars
El 2009 hi havia una escola elemental integrada dins d'un grup escolar amb les comunes properes formant una escola dispersa.

## Poblacions més properes
El següent diagrama mostra les poblacions més properes.